# Trường luật Beirut
Trường luật Beirut là một trung tâm giáo dục luật La Mã được La Mã thành lập tại Beirut, Liban. Được sự bảo trợ của các hoàng đế La Mã, trường đã trở thành một cơ sở giáo dục quan trọng của La Mã ở khu vực và có chức năng như trung tâm ưu việt của đế chế La Mã về luật học cho đến khi nó bị phá hủy vào năm 551 CE.
Các trường luật của Đế chế La Mã thành lập kho chứa có tổ chức để lưu trữ các hiến pháp đế quốc và thể chế hóa việc nghiên cứu và thi hành luật học để làm giảm nhẹ cho các tòa án hoàng gia bận rộn. 
Việc lưu trữ các hiến pháp của đế chế tạo điều kiện thuận lợi cho công việc của các nhà luật học khi tham chiếu các tiền lệ pháp lý.
Nguồn gốc của trường luật này không rõ lắm. Văn bản ghi chép đầu tiên về trường này có từ năm 239, khi danh tiếng của nó đã được thiết lập.
Trường thu hút các công dân La Mã giàu có trẻ, và các giáo sư của trường đã có những đóng góp lớn cho Codex của Justinian. Trường đạt được công nhận rộng rãi như vậy trong suốt triều đình mà Beirut được gọi là "Mẹ của pháp luật." Beirut là một trong số ít các trường được phép tiếp tục giảng dạy luật học khi hoàng đế Byzantine Justinian I đóng cửa các trường luật tỉnh khác.
Các khoá học ở trường luật Beirut kéo dài trong năm năm và bao gồm trong việc rà soát, phân tích các văn bản luật pháp lý cổ điển và hiến pháp của đế quốc, ngoài các cuộc thảo luận các trường hợp. Justinian thể hiện sự quan tâm của mình trong quá trình giảng dạy, giao nhiệm vụ cho giám mục của Beirut, thống đốc của Phoenicia Maritima và giáo viên duy trì trì kỷ luật trong trường này.
Cơ sở vật chất của trường đã bị phá hủy do hậu quả của một trận động đất lớn đã xảy ra ở bờ biển Phoenicia. Trường đã được chuyển đến Sidon nhưng không qua được cuộc chinh phục Ả Rập vào năm 635. Văn bản cổ chứng thực rằng trường đã nằm bên cạnh nhà thờ Anastasis cổ, di tích của nó nằm bên dưới Nhà thờ lớn Chính thống Hy Lạp Saint George trong trung tâm lịch sử của Beirut.

## Sách chuyên khảo
- Attridge, Harold W.; Gōhei Hata (1992). Eusebius, Christianity, and Judaism. Detroit: Wayne State University Press. ISBN 9780814323618.
- Bremer, Franz P. (1868). Die Rechtslehrer und Rechtsschulen im Römischen Kaiserreich (bằng tiếng Đức). Berlin: I. Guttentag.
- Buckland, William W. (1921). A text-book of Roman law from Augustus to Justinian. Cambridge, Cambs.: Cambridge University Press.
- Charnock, Richard Stephen (1859). Local Etymology: A Derivative Dictionary of Geographical Names. London: Houlston and Wright.
- Clark, Gillian (2011). Late Antiquity: A Very Short Introduction. New York: Oxford University Press. ISBN 9780191611407.
- Collinet, Paul (1925). Histoire de l'école de droit de Beyrouth (bằng tiếng Pháp). Paris: Société Anonyme du Recueil Sirey.
- Eunapius of Sardis (1596). Bioi philosophon kai sophiston (Lives of the Sophists) (bằng tiếng Hy Lạp). Hieronymum Commelinum.
- Evans, James A. S. (2005). The Emperor Justinian and the Byzantine Empire. Westport, Conn.: Greenwood Press. ISBN 9780313325823.
- Gibbon, Edward (1854). The History of the Decline and Fall of the Roman Empire – Volume 2. Boston, Mass.: Phillips, Sampson and Co.
- Goodman, Ellen (1995). The Origins of the Western Legal Tradition: From Thales to the Tudors. Annandale, NSW: Federation Press. ISBN 9781862871816.
- Greatrex, Geoffrey; Sebastian P. Brock; Witold Witakowski, biên tập (2011). The Chronicle of Pseudo-Zachariah Rhetor: Church and War in Late Antiquity. Translated by Robert R. Phenix and Cornelia B. Horn. Liverpool: Liverpool University Press. ISBN 9781846314933.
- Horrocks, Geoffrey (2009). Greek: A History of the Language and its Speakers . Chichester: John Wiley & Sons. ISBN 9781444318920.
- Jalabert, Louis (1906). "Inscriptions grecques et latines de Syrie". Mélanges de la Faculté orientale de l'Université Saint-Joseph à Beyrouth (bằng tiếng Pháp). Số 36. Beirut.
- Jidejian, Nina (1973). Beirut: Through the Ages. Beirut: Dar el-Machreq.
- Jolowicz, Herbert F. (1972). Historical Introduction to the Study of Roman Law. Cambridge, Cambs.: Cambridge University Press. ISBN 9780521082532.
- Jones Hall, Linda (2004). Roman Berytus: Beirut in Late Antiquity. New York: Routledge. ISBN 9780415289191.
- Justinian I, Emperor of the East (534). "The Digest of Justinian" (PDF). Translated by Charles H. Monro. Cambridge, Cambs.: Cambridge University Press (xuất bản ngày 24 tháng 9 năm 1872). {{Chú thích tạp chí}}: Chú thích magazine cần |magazine= (trợ giúp)
- Kassir, Samir (2010). Beirut. M. B. DeBevoise. Berkeley: University of California Press. ISBN 9780520256682.
- Kunkel, Wolfgang (1973). An introduction to Roman legal and constitutional history. Oxford: Clarendon Press.
- Kuttner, Stephan (1991). Renaissance and Renewal in the Twelfth Century. Toronto: University of Toronto Press. ISBN 9780802068507.
- Lokin, J. H. A. (1994). Laiou, Angeliki E.; Dieter Simon (biên tập). Law and Society in Byzantium, Ninth-Twelfth Centuries. Washington D.C.: Dumbarton Oaks. ISBN 9780884022220.
- Mommsen, Theodor (1901). "Die Heimath des Gregorianus". Zeitschrift der savigny-stiftung für rechtsgeschichte (bằng tiếng Đức). Quyển 22 số 22. Köln: Böhlau Verlag. doi:10.7767/zrgra.1901.22.1.139.
- Mousourakis, George (2003). The Historical Institutional Context of Roman Law. Burlington, VT: Ashgate Publishing. ISBN 9780754621089.
- Pomeroy, John N. (2012). A Treatise on Equity Jurisprudence As Administered in the United States of America Adapted for All the States of America: Adapted for All the States and to the Union of Legal and Equitable Remedies Under the Reformed Procedure. 1941. Union, NJ: The Lawbook Exchange. ISBN 9781886363052.
- Pringsheim, Fritz (1921). 'Beryt und Bologna' in Festschrift für Otto Lenel zum fünfzigjährigen doctorjubilänm am 16. dezember 1921: überreicht von der Rechts- und staatswissenschaftlichen fakultät der Universität i. Br (bằng tiếng Đức). Ann Arbor, Mich.: University of Michigan Library.
- Rawlinson, George (1889). The History of Phoenicia. Cantebury: Longmans, Green, and Co.
- Reinink, Gerrit J.; Bernard H. Stolte, biên tập (2002). The Reign of Heraclius (610–641): Crisis and Confrontation. Leuven: Peeters Publishers. ISBN 9789042912281.
- Riddle, John M. (2008). A History of the Middle Ages, 300-1500. Plymouth: Rowman & Littlefield Publishers. ISBN 9781442210042.
- Rochette, Bruno (1997). "Le latin dans le monde grec: recherches sur la diffusion de la langue et des lettres latines dans les provinces hellénophones de l'Empire romain". Latomus revue des études latines (bằng tiếng Pháp). Quyển 233. Brussels. ISBN 9782870311738.
- Rudorff, Adolf A. F. (1857). Römische rechtsgeschichte (bằng tiếng Đức). Leipzig: B. Tauchnitz.
- Sartre, Maurice (2005). The Middle East Under Rome. Cambridge, Mass.: Harvard University Press. ISBN 9780674016835.
- Schulz, Fritz (1967). History of Roman Legal Science. Oxford: Clarendon press.
- Sedlar, Jean (2011). East Central Europe in the Middle Ages, 1000-1500. Seattle: University of Washington Press. ISBN 9780295800646.
- Sheppard, Steve (1999). The History of Legal Education in the United States: Commentaries and Primary Sources. Pasadena, CA: The Lawbook Exchange. ISBN 9781584776901.
- Skaf, Isabelle; Yasmine Makaroun Bou Assaf (November 29–ngày 3 tháng 12 năm 2005). "Une nouvelle approche pour la préservation in situ des mosaïques et vestiges archéologiques au Liban: La crypte de l'église Saint-Georges à Beyrouth". Trong Aïcha Ben Abed Ben Khader, Martha Demas, Thomas Roby (biên tập). Lessons Learned: Reflecting on the Theory and Practice of Mosaic Conservation: Proceedings of the 9th ICCM Conference, Hammamet, Tunisia, November 29-ngày 3 tháng 12 năm 2005. 9th ICCM Conference, Hammamet, Tunisia (bằng tiếng Pháp). Getty Publications. ISBN 9780892369201. {{Chú thích hội thảo}}: Kiểm tra giá trị ngày tháng trong: |date= (trợ giúp)Quản lý CS1: nhiều tên: danh sách biên tập viên (liên kết)
- Stein, Peter (1999). Roman Law in European History. Cambridge, Cambs.: Cambridge University Press. ISBN 9780521643795.
- Sterk, Andrea (2009). Renouncing the World Yet Leading the Church: The Monk-Bishop in Late Antiquity. Cambridge, Mass.: Harvard University Press. ISBN 9780674044012.
- Thaumaturgus, Gregory (1873) [239]. "Oratio Panegyrica ad Originem" [The Oration and Panegyric Addressed to Origen]. Trong Philip Schaff (biên tập). [[Ante-Nicene Fathers]] (PDF). Quyển 6. Translated by S. D. F. Salmond. Edinburgh: Christian Classics Etheral Library. {{Chú thích sách}}: Tựa đề URL chứa liên kết wiki (trợ giúp)
- Walker, Jeffrey (2000). Rhetoric and Poetics in Antiquity. New York: Oxford University Press. ISBN 9780195351460.
- Bài viết này bao gồm văn bản từ một ấn phẩm hiện thời trong phạm vi công cộng: Chisholm, Hugh, biên tập (1911). Encyclopædia Britannica (ấn bản thứ 11). Cambridge University Press. {{Chú thích bách khoa toàn thư}}: |title= trống hay bị thiếu (trợ giúp)